# Dead Congregation

Logotipo da banda

Dead Congregation é uma banda grega de death metal de Atenas, formada em 2004. A banda possui dois álbuns de estúdio, quato EP e um Split. Eles lançaram seu mais recente álbum ‘Promulgation of the Fall’ em 2014 através de seu próprio selo Martyrdoom Productions, e lançarão seu EP 'Sombre Doom' em novembro de 2016. O nome da banda é derivado do título de uma música escrita em sua banda anterior Nuclear Winter.

## História

### Formação e primeiro EP (2004-2007)
A banda foi fundada no ano de 2004 pelo guitarrista e vocalista Anastasis Valtsanis, pelo baterista Vagelis Voyiantzis (dois ex-membros do Nuclear Winter), em seguida ouve a chegada do guitarrista T.K. e no baixo Antonis A. que tempos depois foi substituído pelo George Skullkos, após a divisão da banda anterior que havia começado como uma banda de Crust punk. Mais tarde, eles começaram a incorporar algumas influências da cena do Death metal sueco. Seu lançamento de estreia foi um EP auto-financiado, que já apresenta uma mistura desses estilos. Após um longo hiato com o Nuclear Winter, a banda lançou em 2001 um split com Incriminated da Finlândia e antes da desintegração Valtsanis gravou um último demo com a banda. Depois que um dos integrantes deixou o grupo, Valtsanis gravou o demo ‘Abomination Virginborn’ como compositor principal da banda.
Valtsanis disse em uma entrevista que "Era claro que precisávamos formar uma nova banda, como o Nuclear Winter nunca foi minha ideia, e assim eu precisava me distanciar de qualquer coisa com a qual eu não pudesse me relacionar 100% musical, esteticamente ou Ideologicamente, já tínhamos sido amigos de TK, sabíamos que ele era um guitarrista competente e, depois de todos os três ensaiarmos juntos pela primeira vez, era mais do que óbvio que a formação estava completa. Estávamos prontos, estávamos tão confiantes em nosso material que nem gravamos um demo, em vez disso fomos no estúdio e gravamos 5 músicas que se tornaram o nosso EP de estreia, Purifying Consecrated Ground ". O EP foi lançado em 1º de Maio de 2005 teve críticas positivas. Cosmo Lee de AllMusic descreveu-o como "Uma formidável abertura salva em sua guerra contra a modernidade". O EP foi lançado pela Konqueror Records, edição limitada com 1000 cópias disponibilizadas.[carece de fontes?]

### Graves of the Archangels (2008)
Eles lançaram seu álbum de longa-metragem ‘Graves of the Archangels’ em 30 de janeiro de 2008 em colaboração com a Nuclear War Now! Productions. O álbum recebeu grandes elogios críticos, Blabbermouth elogiou o álbum como um passo acima de seu EP, escrevendo que "É um daqueles álbuns que é demonstrativo de todo o ser maior do que a soma de suas partes." O elogio particular foi dirigido para as composições, atmosfera, e a interação entre os guitarristas. Tyler Munro, da Sputnik Music, escreveu que "Não puxa absolutamente socos. Como dito, é um álbum de som absolutamente enorme. Perder o foco e o álbum literalmente se transforma em ruído de fundo. As guitarras continuamente se sobrepõem em um oceano de Riffs. Eles respiram ao redor e quando uma guitarra não está fazendo algo que o outro é. Tudo se caminha e não cometer erros que a intenção ouvir é para sordear o ouvinte na mais tradicional das modas. Ele concluiu argumentando que "Graves of the Archangels não é apenas um dos melhores lançamentos de metal do ano, mas possivelmente um dos melhores da memória recente".

### Paarceria com a banda Hatespawn
Ainda em Dezembro 2008 em parceria com a banda de death metal alemã Hatespawn lançaram um Split através da Nuclear Winter Records com edição limitada de 1000 cópias. Foi nomeado pelo Brandon Stosuy de Pitchfork como o 5º melhor álbum de metal de 2008.

### Promulgation of the Fall (2014)
Após um período de inatividade, em abril de 2014 a banda anunciou o título e as obras de arte de seu segundo álbum de estúdio ‘Promulgation of the Fall’. O álbum foi lançado em 16 de maio de 2014 em colaboração com Profound Lore Records e Norma Envagelium Diaboli. Kim Kelly do Pitchfork disse “A maioria de suas canções seguem a mesma fórmula em medidas diferentes: algumas canções demoram dentro desse ritmo grosso, lento, quando outro reverter para trás à força romba em explosões do quicksilver, mas essa mesma dinâmica confortável rápido-lenta-rápida impregna a totalidade desta obscuridade, Doomy death metal opus. Ele tem trabalhado para eles no passado, e certamente funciona muito bem agora”.

## Estilo músical
A influência de Dead Congregation é em um estilo de death metal com ênfase significativa na atmosfera em vez de velocidade ou tecnicismo, e tem sido descrito como "intransigente brutal de forma subsumindo, maneira libertadora". As comparações têm sido frequentemente feitas para bandas de Death Metal como Incantation, Immolation e Morbid Angel, e são frequentemente descritas como death metal do "old school", em referência à sua influência de estilos de death metal mais antigos. A banda enfatizou a importância de "sentir e atmosfera acima de tudo". Valtsanis disse que "O mesmo riff pode soar completamente diferente se você alterar fatores importantes como som, bateria, a forma como você acerta os acordes na guitarra e muitos mais". Mas no final é tudo sobre a atmosfera que uma gravação cria, se ele não exala de morte e morbidade, então não deve ser rotulado como Death Metal simplesmente porque os vocais são distorcidos e os tambores são rápidos. Ele passou a descrever seu som como "apenas escurecido Death Metal do jeito que percebemos como verdadeira".

## Membros

### Os membros atuais
- Anastasis Valtsanis – Vocalista e Guitarrista (2004 - presente)
- Vagelis Voyiantzis – Baterista (2004 - presente)
- T.K. – Guitarrista (2004 - presente)
- George Skullkos – Baixista (2012 - presente)

### Ex-membros
- Antonis A. – Baixista (2004 - 2009)

## Discografia

### Álbuns de estúdio
- 2008 - Graves of the Archangels
- 2014 - Promulgation of the Fall

### EP's
- 2005 - Purifying Consecrated Ground
- 2008 - Dead Congregation / Hatespawn (Split colaborativo com Hatespawn)
- 2015 - Rehearsal June 2005
- 2016 - Sombre Doom